# Комсомольск-на-Печоре
Комсомо́льск-на-Печо́ре — посёлок в Троицко-Печорском районе Республики Коми (Россия). Административный центр сельского поселения Комсомольск-на-Печоре.

## География
Посёлок расположен на левых берегах рек Печора и Безволосная в месте их слияния. Находится в 67 км к югу от Троицко-Печорска (90 км по реке) и в 308 км к востоку от Сыктывкара. Окружён тайгой. Вблизи посёлка находится Джеболское газовое месторождение.
Через посёлок проходит автодорога от Троицко-Печорска на юг к посёлкам Знаменка и Якша. На восток (через паромную переправу) отходит автодорога к селу Усть-Унья.

## Этимология
Название дано в честь комсомольцев, самоотверженно работавших на строительстве посёлка. До 1957 года посёлок носил название Тыбью (прежнее название реки Безволосной).

## Население
| 1989 | 2000  | 2002 | 2010 |
| ---- | ----- | ---- | ---- |
| 1539 | ↘1251 | ↘984 | ↘933 |

Национальный состав: русские — 72 %, коми — 8 %, украинцы — 5 %.